# Bröllopet mellan prinsessan Ingrid och kronprins Fredrik

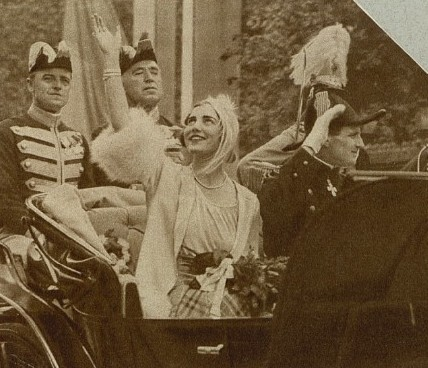
Kortegen genom Stockholm.

Bröllopet mellan prinsessan Ingrid och kronprins Fredrik hölls i Stockholm den 24 maj 1935. Prinsessan Ingrid var dotter till svenska kronprinsen, sedermera kung Gustaf VI Adolf, och kronprins Fredrik blev senare kung av Danmark. Parets förlovning tillkännagavs den 15 mars och vigselakten ägde rum i Storkyrkan. Den förrättades av ärkebiskop Erling Eidem.

## Förlovningen
Den 15 mars kungjordes förlovningen från hovet med meddelandet:
| ” | Med H. M. Konungens samtycke har H. K. H. Prinsessan Ingrid av Sverige idag ingått förlovning med H. K. H. Kronprins Frederik av Danmark och Island. | „ |

Natten innan hade kronprins Fredrik och hans mor, drottning Alexandrine, åkt med tåget till Södertälje där de hämtats upp av bland andra svenska kronprinsparet och prinsessan Ingrid. Därefter åkte de med bil till Stockholm. På förlovningsdagens eftermiddag hade Prins Eugen en tebjudning på Waldemarsudde och senare hölls en familjemiddag.
På kvällen insjuknade den danska drottningen i tarmvred och fördes till Sophiahemmet där hon opererades. Alla planerade festligheter ställdes in och drottningen kunde inte återvända till Danmark förrän den 11 april.

## Lysningen
Lysningarna ägde rum i Slottskyrkan söndagarna 5, 12 och 19 maj. Kronprins Fredrik kom till Stockholm på sista lysningsdagen och kontrahenterna hyllades med sång av Par Bricoles kör och lysningspresenter. 
Paret fick bland annat en matsalsmöbel tillverkad av Carl Malmsten av Stockholms stad och av sin morbror, Hertigen av Connaught, fick Ingrid juveler och familjeklenoder, som hennes mor Margareta och mormor Luise haft. Av fadern kronprins Gustaf Adolf fick hon en stor brosch i form av en marguerite av platina, briljanter och rosenstenar. Broschen har gått i arv till hennes dotter, drottning Margrethe, som bar den på sin brudklänning. Prinsessan Ingrid tackade svenska folket för lysningspresenterna i radio vilket var första gången en kunglig person talade i radio.

## Bröllopet
Den 20 maj 1935 började kungliga gäster att anlända till Stockholm och på kvällen gav danska Det Kongelige Teater galaföreställning på Dramaten. Det danska kungaparet anlände till Landsort med Kungaskeppet Dannebrog 21 maj som möttes av de svenska pansarskeppen Sverige och Gustav V. De eskorterades till Stockholm och ankrade på Strömmen där de hämtades av svenska kungen, svenska kronprinsparet och bröllopsparet i Vasaorden under salut. Det Kongelige Teater gav sin andra föreställning på Dramaten och på Skansen avfyrades ett fyrverkeri på kvällen.
Den 22 maj höll Stockholm Stad en mottagning på Stadshuset för de inbjudna gästerna och Gustav V gav en soaré med efterföljande supé för 800 personer i Rikssalen och stora festvåningen på slottet. På Kungliga Operan hölls en galaföreställning dagen före bröllopet, den 23 maj. En särskild loge hade byggts för kungligheterna på de första raderna, men till andra platser hade det sålts biljetter.
Bröllopet ägde rum den 24 maj i Storkyrkan. Bruden eskorterades in i kyrkan av sin far strax efter halv tolv, vid Storkyrkans sjuarmade ljusstake i koret stod brudgummen med sin far. Brudnäbbar var de norska prinsessorna Ragnhild och Astrid samt Folke Bernadottes son Gustaf. Bland bröllopsgästerna fanns förutom danska och svenska kungafamiljen bland annat belgiska kungaparet Leopold och Astrid, norska kronprinsparet Olav och Märtha, Ingrids morbror prins Arthur, mostern lady Patricia Ramsay samt prinsessan Helena Victoria.
Bruden bar en klänning av crêpesatin med ett sex meter långt släp fäst vid midjan. Slöjan hade hennes mor kronprinsessan Margareta burit vid sitt bröllop och den var tillverkad av spetsar från Carrickmacross. Hennes krona var gjord av myrtenkvistar från samma planta som mamman fört med sig från England till Sofiero. I senare svenska kungliga bröllop har bruden alltid haft myrten i sin bröllopsskrud. Ingrid hade med sig en stickling till Danmark och den danska kungafamiljen har sedan dess haft som tradition att bära myrten i brudklädseln.
Efter vigseln åkte brudparet häst och vagn i fyrspänt galaekipage á la Daumont till slottet och lyssnade från ett fönster på den danska kören Bel Canto som samlats på inre borggården. I stora festvåningen bjöds bröllopslunch innan brudparet åkte kortege genom staden. Vid 17-tiden gick de ombord på Vasaorden från Logårdstrappan och roddes ut till Dannebrog. De eskorterades av bland annat 36 flygplan från flygvapnet.
Den 26 maj anlände Dannebrog till Köpenhamn och även här åkte brudparet kortege och firades med galaföreställningar och middagar.